# William Woods Holden
William Woods Holden (24 de noviembre de 1818– 1 de marzo de 1892) fue el 38.º y el 40.º gobernador de Carolina del Norte, que fue nombrado por el presidente Andrew Johnson en 1865 por un breve periodo y posteriormente fue elegido en 1868, ocupando su cargo hasta 1871. Fue el líder del partido republicano del estado durante la reconstrucción.
Fue el segundo gobernador estadounidense en ser procesado a juicio, y el primero en ser depuesto de su cargo. Es el único gobernador de Carolina del Norte en ser enjuiciado.  En 2011, Holden fue perdonado póstumamente por el senado de Carolina del Norte.

## Primeros años
Holden nació y se crio cerca del actual Parque estatal río Eno, en el actual Condado de Orange. Con 10 años, empezó un aprendizaje de seis años con Dennis Heartt en el periódico Hillsborough Recorder (en Hillsborough, Carolina del Norte). A la edad de 19 años, Holden trabajó como impresor y escritor en el Raleigh Star, en Raleigh. Estudió leyes, fue admitido a la barra en 1841, y fue miembro del partido Whig. En 1843,  se convirtió en el dueño y editor del North Carolina Standard, cambiando su afiliación partidista hacia el partido demócrata. Cuándo Holdense hizo cargo del diario,  luchó financieramente. Bajo su liderazgo,  se convirtió en uno de los periódicos más leídos del estado.[cita requerida]

## Carrera política
En diciembre de 1843, comenzó su activismo del partido demócrata como delegado a la convención del partido estatal, donde fue elegido al comité ejecutivo estatal del partido en Carolina del Norte. En 1846, Holden fue elegido por votantes del condado de Wake a la cámara de los comunes de Carolina del Norte. No postuló a la reelección tras el término de su mandato. 
Cuando la "propaganda elocuente" del Partido Democrático, Holden fue colaborador clave en los éxitos de su partido en 1850, el cual acabó con años de dominio Whig en el estado. Por 1858,  fue presidente del partido estatal. Este año, intentó sin éxito, ganar la candidatura a gobernador (perdiendo ante John W. Ellis), y entonces su partido le otorgó un escaño al senado de los EE. UU.
Durante los años 1840 y 1850, Holden abogó por los derechos Del sur para expandir la esclavitud y en ocasiones defendía el derecho de secesión, pero por 1860 cambió su posición para apoyar a la Unión.  Holden y su diario cayeron en desgracia con el partido Democráta estatal, y se retiró como impresor estatal, cuándo él prudentemente editaba en contra de la secesión en 1860.
En 1861, fue enviado a una Convención Estatal para votar en contra de la secesión del Condado de Wake. Después de que el presidente Abraham Lincoln pidió a Carolina del Norte proporcionar tropas para reprimir militarmente los estados secesionistas, que sin embargo, Holden se unió en el voto unánime de separarse de la Unión.
En medio de la guerra civil, Holden se convirtió en un abierto crítico del gobierno Confederado, y también un dirigente del movimiento de paz de Carolina del Norte.  En 1864,  fue el fallido "candidato de la paz" contra el actual gobernador Zebulon B. Vance.  Vance ganó de manera aplastante, y Holden fue apoyado por solo tres condados: Johnston, Randolph, y Wilkes.
El 29 de mayo de 1865, Holden fue nombrado gobernador por el presidente Andrew Johnson. Jugó un papel central en estabilizar el estado durante los primeros días de la Reconstrucción ( dejó su diario Estándar en manos de su hijo, Joseph W. Holden). Fue derrotado por Jonathan Worth en elecciones especiales para gobernador en 1865.
Johnson nominó a Holden para ser ministro de El Salvador, pero el Senado rehusó su nombramiento. Regresó a editar el Standar, sienfo presidente de la Liga de Unión de Carolina del Norte, y organizó el Partido Republicano estatal entre 1866–67.

## Gobernador

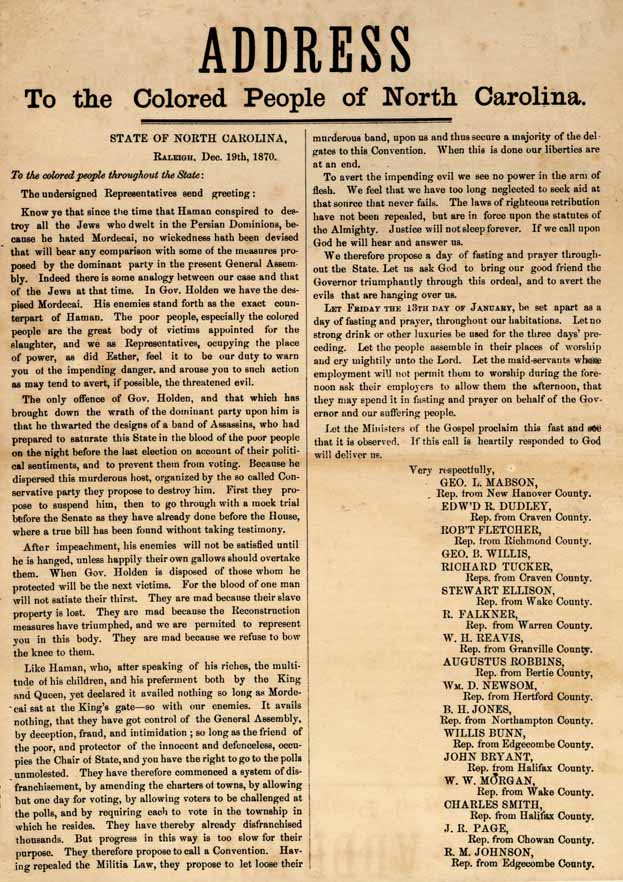
Discurso a la población afroestadounidense de Carolina del Norte. Broadside publicado en diciembre de 1870 firmado por 17 legisladores estatales que advierten las consecuencias de la salida del gobernador Holden

Mientras los votantes aprobaban la nueva constitución estatal, Holden fue elegido gobernador al frente del candidato Republicano en 1868, derrotando a Thomas Samuel Ashe. Cuándo fue elegido gobernador, Holden dejó la editorial y presidencia de Standar.
Para combatir el Ku Klux Klan, Holden contrató dos docenas de detectives entre 1869 y 1870.  La unidad de detectives no fue demasiado exitosa en las actividades limitadas del Klan, pero los esfuerzos de Holden para suprimir el Klan supera al de otros gobernadores sureños.  Con los nuevos poderes otorgados por la Legislatura Estatal bajo el Acta Shoffner 1870, llame fuera de la milicia contra el Klan en 1870, impuso la ley marcial en dos condados, y suspendió el recurso de hábeas corpus para acusar dirigentes del Klan en la ya llamada guerra Kirk-Holden. El resultado fue una reacción política, acompañada de la violencia en el momento de la elección para suprimir el voto negro. Los Republicanos perdieron la elección legislativa.
Después de que el partido demócrata recuperada mayorías en ambas casas de la legislatura estatal en 1870, el gobernador Holden fue acusado por la cámara de representantes de Carolina del Norte el 14 de diciembre de 1870.  A pesar de ser defendido por notables abogados como Nathaniel Boyden y William Nathan Harrell Smith,  fue condenado en seis de los ocho cargos en contra de demócratas del senado de Carolina del Norte en votos de los partidos el 22 de marzo de 1871.  El yerno de Holden, el senador Lewis P. Olds, fue entre quienes votaron en contra de su destitución. Los otros dos cargos recibieron mayoría de votos, pero no los dos tercios necesarios para obtener la mayoría.
Los cargos principales en contra de Holden estuvieron relacionados con varios golpes y arrestos de ciudadanos de Carolina del Norte por el oficial de la milicia estatal, el coronel George W. Kirk durante la aplicación de la legislación de derechos civiles en el periodo de reconstrucción. Holden había formado la milicia estatal a consecuencia del asesinato del senador Republicano John W. Stephens el 21 de mayo de 1870, y el linchamiento de Wyatt Outlaw, un oficial de policía afroestadounidense en la ciudad de Graham en el condado de Alamance, así como numerosos ataques por el Ku Klux Klan.
Holden fue el primer gobernador en historia de Estados Unidos en ser acusado, condenado, y destituido de su cargo. El gobernador de Kansas, Charles L. Robinson, fue el primer gobernador estadounidense en ser enjuiciado, sin embargo, no recibió condena y tampoco fue depuesto de su cargo. En 2011, Holden fue perdonado póstumamente por el Senado de Carolina del Norte en un voto de 48-0.

## Vida posterior
Después de su destitución, Holden se mudó a Washington D. C., donde reanudó su trabajo en un periódico. Regresó a Raleigh cuándo el presidente Ulysses S. Grant lo nombró maestro de postas, cargo que ocupó de 1873 a 1881. Los republicanos de Raleigh persuadieron al presidente James Garfield a que no volviera a nombrarlo a su puesto y Holden posteriormente abandonó el partido.
Holden murió en 1892 y fue enterrado en Cementerio histórico Oakwood en Raleigh. Fue reconocido como "uno de los hombres más destacados en poder intelectual y osado que era nunca haya nacido aquí" por la página estatal Walter Hines Páge.